# Sochařství

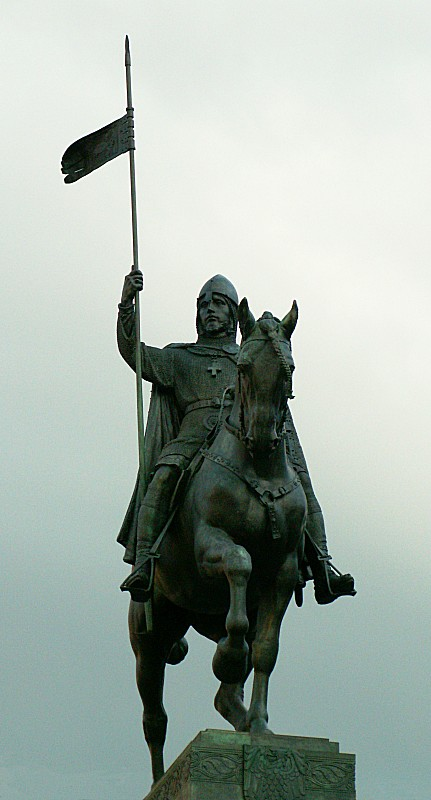
Socha svatého Václava v Praze

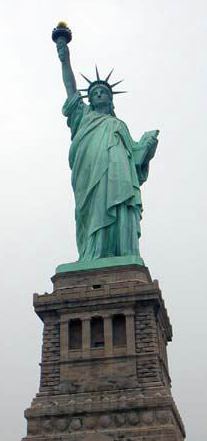
Socha svobody v New Yorku

Sochařství je specifickou částí výtvarného umění, která představuje samostatnou svébytnou oblast výtvarného projevu spojující architekturu s malířstvím. Od obou se však liší užitou látkou i metodou.

## Sochařství
Definice pojmu sochařství se s historickým vývojem postupně měnila současně se změnami technik práce i postupů ztvárnění, od původního zobrazování skutečnosti a uměleckých představ trojrozměrným objektem, přes prostorový plastický náznak v podobě reliéfu až po využití působení světla, které vytváří pomyslné objemy (světelné vodní, ohňové a kouřové plastiky apod.).

## Práce sochaře
Sochy, stejně jako obrazy, jsou výtvory umělcovy obrazotvornosti. Sochaři, postupným otesáváním mramorových nebo dřevěných bloků nebo litím roztaveného kovu do forem, vytvářejí trojrozměrná umělecká díla. Jejich soch se můžeme dotýkat a vnímat tvar a strukturu povrchů jejich materiálů. Při pohledu z jiného úhlu se nám však jejich podoba může zásadně změnit. Sochy existujících i vyfantazírovaných lidí a zvířat i abstraktní sochy se nejen díky své trojrozměrnosti, ale i působením světla a dalšími vlivy (nematerializovány světlem) stávají zajímavějšími.

## Rozdělení sochařství

### Podle techniky
Podle techniky vycházející z vlastností materiálu, se dělí sochařství na dva základní druhy - sochařství skulptivní a plastické.

#### Skulptivní sochařství
Dílo je tvořeno odebíráním hmoty (kamenosochařství, řezbářství, glyptika)

#### Plastické sochařství
Dílo je tvořeno modelováním a přidáváním hmoty (štukatérství, terakotářství, ceroplastika a kovolitecké postupy)

### Podle přizpůsobení sochařstvíarchitektuře

#### Ornamentální sochařství
Představuje architektonickou nefigurativnost jako přímou součást architektury. Zpracovává skutečnou hmotu ve skutečném prostoru.

#### Reliéfní sochařství
Představuje formou malířské figurativnosti výtvarný projev opracování průčelní strany kamene, který je zaklesnut do stavby a tvoří její neodlučitelnou součást. Ilusionistický reliéf se stává důležitým činitelem fiktivního prostoru. Jako malířství vtiskuje obraz hmotě v psychologickém slova smyslu.

#### Sochařství osvobozené zarchitektury
Otesáním mramorového bloku nebo nalitím roztaveného kovu do formy může sochař vytvořit volné trojrozměrně umělecké dílo. Socha se tím stává nezávislou na architektuře.

#### Galerijní sochařství
Socha je uvolněna od spojení s konstrukcí. Sochař pracuje, vedle kvalit ověřitelných hmatem, i s kvalitami prostorovými (úhel vnímání, formování prostoru sochařským dílem), barevnými (polychromie, barva materiálu) a dynamickými (urobily, kinetické objekty). Dává přednost modelačním materiálům, odhaluje úlohu zpracovávaných hmot a jejich stylotvorného významu. Začíná se vytvářet kabinetní nebo galerijní umění.

### Podle funkce
Podle funkce, které slouží, se dělí na architektonickou plastiku, urbanistické sochařství, sochařství v přírodním prostředí a na volnou plastiku.

#### Architektonická plastika
Jsou to sochařská díla tvořící součást architektury

#### Urbanistické sochařství
Je to sochařství vycházející z urbanistických požadavků

#### Sochařství přírodní
Je to sochařství zaměřené na výzdobu parků a zahrad a sochařství pomníkové

#### Volné plastiky
Jsou to exteriérové a interiérové volné plastiky

### Podle motivu

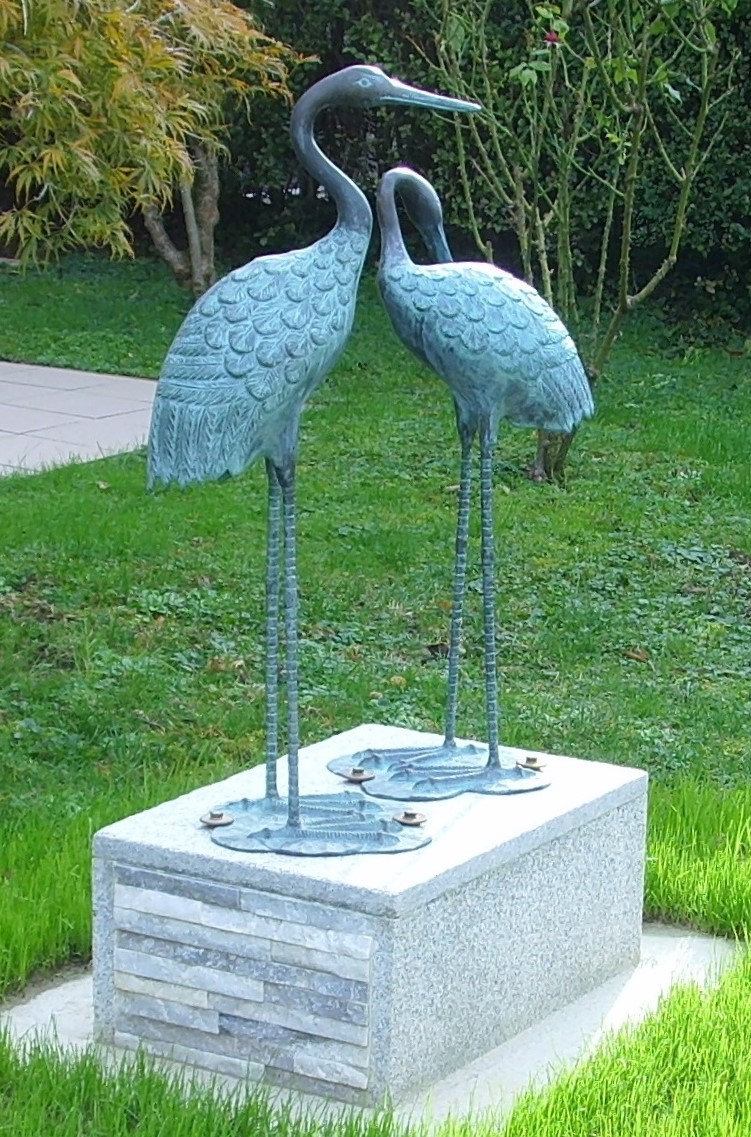
Sochařův oblíbený motiv (jeřábi, bronz)

Motivem mohou být nejen lidské a zvířecí postavy, ale také různá zátiší, krajiny, architektura, ale i ornamenty, symboly, znaky a další abstraktní motivy. Vedle kvalit ověřitelných hmatem pracuje sochařství i s kvalitami prostorovými (úhel vnímání, formování prostoru sochařským dílem), barevnými (polychromie, barva materiálu), dynamickými (urobily, kinetické objekty).

## Sochařské materiály a jejich opracování
Sochař zobrazuje lidské a zvířecí postavy, nebo jiné přírodní nebo fantastní tvary takovým způsobem, jaký odpovídá materiálu, formám a technikám zpracování kamene, lití bronzu, pokovování, opracování pálené hlíny, dřeva nebo kosti. Jeho vztah k hmotám odpovídá také jeho vztahu k umění a řemeslu v sochařském projevu.

### Kámen
Kamenictví je řemeslným oborem, jehož náplní je opracování tvrdého kamene. Speciálním řemeslným oborem kamenictví je kamenosochařství.
Kamenosochařství se specializuje na zhotovování kamenných soch a sochařských objektů. Musí zvládnout nejen jejich tvorbu, ale i jejich kopírování, zvětšování či zmenšování podle modelů.
Základním kamenickým nástrojem je kamenická špice doplněná kamenickým dlátem, zubákem, dvojzubákem nebo šalírkou a nezbytnou kovovou kamenickou paličkou.
Při zpracování přírodního kamene je velmi důležitým prvkem preciznost provedení díla i jeho jednotlivých detailů, rozhodujících o výsledném efektu estetického působení hotového díla.
Kamenické práce představují ruční nebo strojní(včetně CNC strojů), přípravu, úpravu a zpracování přírodního a umělého kamene, (řezání, štípání, lámání, frézování), zhotovování slohových, figurálních a monumentálních výrobků, opracování, osazování a spárování kamenných dílců a bloků, zhotovování profilů a nápisů, údržbu a povrchovou úpravu kamene a dekoračních a užitkových předmětů z kamene vytvořených (odsekávání, hranění, obkládání, leštění) a osazování konstrukčních stavebních a slohových výrobků při obnově památkových objektů.
Přehled druhů kamene užívaných v sochařství nebo architektuře, lomy a příklady užití kamene jako architektonického prvku uvádí na své stránce Česká geologická služba.

### Kovy
Kovolitectví je z hlediska rekonstrukce jedno z nejnáročnějších řemesel. užívaných v sochařství.
Formou pro odlévání může být jednoduchý dlabaný kadlub (pro hrubé tvary), jednodílná nebo vícedílná forma nepálená nebo z Lukoprenu (pro nízkotavitelné kovy), nebo naopak tvrdě vypálená hliněná forma, forma z formovací hmoty apod.
Nejnáročnější je odlévání vysokotavitelných kovů při teplotách zhruba kolem 1000 °C (stříbro taje při 962 °C, eutektická bronz při 960 °C, zlato při 1064 °C, měď při 1083 °C).
Je nutno používat brýle a svářečské rukavice. Kov je třeba lít proudem po stěně nálitku až do jeho úplného zaplnění.

### Dřevo
Řezbářství dřeva patří mezi ta odvětví výtvarných umění, která tvoří svá díla
ze snadněji opracovatelných přírodních materiálů, zejména ze dřeva. Nachází uplatnění nejen v podobě dekorativních uměleckých předmětů v interiérech, ve vestibulech, v podobě okrasných prvků schodišť apod., ale i k výzdobě venkovních prostorů.
Při zpracování dřeva řezbář uplatní řadu pracovních úkonů od modelování přes přípravu materiálů k měření, řezání, frézování, vrtání, opracování řezbářskými dláty a noži až po povrchové úpravy. Pracovní prostředí tvoří dílny nebo ateliéry s pracovními stoly a hoblicemi, se strojním vybavením a nezbytnými ručními nástroji. K nejběžnějším užívaným technikám patří figurální a reliéfní řezby, dřevořezy a dřevoryty, intarzie a inkrustace.

### Pálená hlína
Tvorba keramiky představuje ucelený proces vytváření, vypalování a dekorování keramických předmětů.
Hlína, matka všeho živého, umožňuje sochaři rozvoj jeho estetického cítění a vztahu k práci
a osvojení nových technologických postupů a keramických metod, jako je výtvarné konstruování a objektová tvorba. Práce s keramickou hlínou v sobě zahrnuje skulptivní a plastické modelování z keramické hlíny (vytváření z plátů, válečkování, vytáčení a lití do forem), retušování, vysoušení a vypalování, glazování, povrchové úpravy a zdobení pomocí barev, šablon a engob, užívání smaltů a listrových barev.
K nejčastějším sochařským dílům vyrobeným zpracováním pálené hlíny patří skulptury, sochy a rituální plastiky a glazované kachle na obkladech i na podlahách.